# منظمة نساء إيران

مرشحو منظمة نساء إيران لتمثيل الجمعية الوطنية ومجلس الشيوخ من دائرة طهران

كانت منظمة نساء إيران منظمة غير ربحية أنشئت في عام 1966، أديرت بشكل رئيسي من قبل متطوعين، مع أفرع ومراكز محلية للنساء في جميع أنحاء البلاد، وكانت المنظمة تهدف إلى تعزيز حقوق النساء في إيران. امتلكت منظمة نساء إيران لجانًا كانت تعمل على الصحة ومحو الأمية والتعليم والقانون والرعاية الاجتماعية والحرف اليدوية والقضايا الدولية والقضايا المحلية والعضوية وجمع الأموال. ووفرت مراكز النساء التابعة للمنظمة دورات لمحو الأمية والتعليم المهني ومعلومات تنظيم الأسرة والمشورات القانونية. بحلول سنة 1975، التي كانت السنة العالمية للنساء، كانت منظمة نساء إيران قد أسست 349 فرعًا و120 مركزًا للنساء ومركزًا تدريبيًا ومركز أبحاث. ونجحت المنظمة في جعل حقوق النساء جزءًا من الأجندة الوطنية، إلا أنها تفككت مع اندلاع الثورة الإسلامية في إيران في عام 1979.

## الهيكلية
كانت العديد من المنظمات النسائية قد برزت في الخمسينيات من القرن العشرين. في عام 1959، شكل الأمير أشرف بهلوي لجنة لإنشاء أساس لمنظمة أم سميت المجلس الأعلى لمنظمة نساء إيران (المجلس الأعلى). وفي تلك الفترة نسق المجلس الأعلى انتخابات جمعية من 5000 عضو من الممثلات النساء وافقت على منظمة نساء إيران وميثاقها في 19 من شهر نوفمبر من عام 1966 في طهران.
امتلكت منظمة نساء إيران لجانًا كانت تعمل على الصحة ومحو الأمية التعليم والقانون والرعاية الاجتماعية والحرف اليدوية والقضايا الدولية والقضايا المحلية والعضوية وجمع الأموال. إجمالًا كانت اللجان مرؤوسة من قبل نساء من الطبقة العليا لهن صلات مع البلاط الملكي. وكانت عضوات الأفرع نساء من الطبقة الوسطى إجمالًا في الأربعينيات من العمر أو أوائل الثلاثينيات، وغالبًا ما كن معلمات أو موظفات حكوميات. رأت منظمة نساء إيران وظيفتها إقامة رابط بين جماعات صغيرة من القادة النساء على مستوى القواعد الشعبية المتوزعة في كافة أنحاء البلاد.
الوحدة الرئيسية لمنظمة نساء إيران كانت فرعًا أسس في محلية حيث شكلت 30 امرأة الجمعية المحلية وانتخبن مجلس مدراء محلي من 7 أعضاء وأيضًا فرع أمانة. اجتمعت أفرع الأمانة في الاجتماع الوطني العام السنوي الذي تحددت خلاله أهداف وتوجهات أنشطة منظمة نساء إيران. اجتمع مجلس مركزي من 11 عضوًا بشكل أسبوعي لإدارة المنظمة. وعملت الكوادر على أساس تطوعي باستثناء نحو 40 امرأة موظفة في المقر الرئيسي كن ينلن أجورهن من خلال التمويل من شركة الطباعة. 
كانت ميزانية منظمة نساء إيران تقدم في البداية من قبل منظمات خيرية محلية وتمويلات وطنية وتمويلات من شركة طباعة مناهج المدرسة. ومع نموها، تمكنت منظمة نساء إيران من إقناع الحكومة أن خدماتها كانت ضرورية للنمو الوطني وأنه ينبغي تمويلها من قبل الحكومة. وباتت منظمة نساء إيران تضم 2000 اختصاصي في التخطيط الأسري والقانوني وتخطيط رعاية الطفل.

## الاستراتيجية
خلال الستينيات من القرن العشرين، كانت النساء في إيران، بغض النظر عن الطبقة أو الموقع الجغرافي، يتعرفن على قضايا الحرية والمساواة والأمن والاعتراف والسيطرة، وكن يشعرن بأنهن تائهات بين الحداثة والتقليد، وبين ما كن يطمحن إليه وما كانت بيئتهن تفرض عليهن. وتوصلت عضوات منظمة نساء إيران إلى أن أيًا من النماذج النسوية الغربية أو النماذج الإيرانية التقليدية لم تكن توفر إطار عمل مرض لحركة النساء الإيرانيات ودور المرأة، وعملن على تطوير مفاهيم واستراتيجيات محلية لخلق إمكانيات جديدة للدور الذي يمكن للنساء أن تلعبه والتطلعات التي لديهن، دون إقامة قطيعة مع ثقافتهن.
في البداية، تبنت منظمة نساء إيران النظرة الشائعة بأن الجنسين يكملان بعضهما، وجرت المطالبة بحقوق النساء من أجل الهدف المعلن بتطوير قدراتهن كأمهات وزوجات. في عام 1973، حدثت نقطة تحول أيديولوجية في الجمعية العامة حين عارضت مهناز أفخامي، التي كانت الأمينة العامة للمنظمة في تلك الآونة، تلك النظرة وقالت «إن كلًا من الجنسين إنسان بحد ذاته، كامل في نفسه، لسنا نصفًا آخر لأحد». نتيجة لذلك، عدل دستور منظمة نساء إيران ليعكس هذا المطلب الجديد بالمساواة في جميع المجالات، بما في ذلك ضمن وحدة الأسرة.
ذكرت نساء إيرانيات لمنظمة نساء إيران أن أولويتهن كانت الاستقلال الاقتصادي. ردًا على ذلك، ركزت منظمة نساء إيران أنشطتها على التعليم، سواء مهارات محو الأمية أو التدريب المهني. وباتت الدورات محور مراكز منظمة نساء إيران. وعلى الرغم من ذلك، كانت النساء مترددات في نيل تدريب يتعلق بالعديد من الميادين الذكورية التقليدية، مثل النجارة أو السباكة، نظرًا إلى أن ذلك سيتسبب بضرر لفرصهن في الزواج. وحتى بعد نيل حق الامتياز، ذكرت منظمة نساء إيران أن اللغة أو الخطاب كانا يتمتعان بأهمية قصوى نظرًا إلى أن الحقوق المكتسبة نظريًا لم يكن لها أهمية كبرى في الوقت الذي كانت اللغة ما تزال فيه بطريركية بجوهرها. في الحقيقة، قالت الأمينة العامة أنها كانت ترى مهمتها تكمن في تغيير الخطاب الأبوي.
ومع إدراك منظمة نساء إيران لحقيقة أن القيادة الإيرانية كانت حساسة بشدة حيال صورتها في العالم، عملت المنظمة على تطوير صلات دولية مع جماعات نسوية في بلدان مثل فرنسا والعراق وباكستان والاتحاد السوفييتي والجمهورية الشعبية الصينية من خلال تبادل المعلومات والدعم المعنوي. في نهاية المطاف، لعبت إيران أيضًا دورًا محوريًا في مؤتمر النساء العالمي الأول الذي نظمته الأمم المتحدة في عام 1975 في مكسيكو سيتي، وصاغت مفاهيم رئيسية لخطتها للعمل العالمي. واستخدمت منظمة نساء إيران في تلك الآونة الخطة العالمية لصياغة وتطبيق خطة عالمية للعمل من أجل إيران، واستخدمتها كطريقة للمشاركة في العديد من قرارات وعمليات الحكومة، حتى في مسائل لا تعتبر من الناحية التقليدية قضايا نسائية.

## الإنجازات
تمكنت منظمة نساء إيران من تحقيق تقدم مع توافق أهدافها مع تحديث البلاد، إلا أنها غالبًا ما فشلت حين خاضت صراعات ضمن نطاق الأسرة والسلوك الجندري الاجتماعي. وتحقق بسهولة الهدف في الميادين الهندسية والتقنية، في حين لم تتحقق أهداف نيل المرأة لجواز سفر دون إذن زوجها، وأفضى ذلك إلى استقالة العضوة ميهرانجيز مانوتشيهريان وأيضًا إلى دعاية سلبية.

### مراكز النساء
شهدت منظمة نساء إيران نموًا لتضم 120 مركزًا للنساء، والتي كانت مراكز تقدم خدمات للنساء. وشاركت نساء محليات في تحديد نوع هذه الخدمات، والتي عادة ما تكون دورات ورعاية للأطفال وتوعية واستشارة قانونية ورعاية صحية. كانت المراكز محورية في إقامة صلات على مستوى القواعد الشعبية، إلا أنها اعتبرت من قبل منظمة نساء إيران وسيلة أكثر من كونها غاية بنفسها. وحين تعرضت المراكز لهجوم بسبب دفعها النساء إلى الخروج من منازلهن، غير اسم المراكز من مراكز النساء إلى مراكز الرعاية الأسرية.
أظهرت التجربة والخطأ أن المراكز الأكثر فعالية كانت تلك المراكز الصغيرة الواقعة في المركز والمتواضعة والتي كانت تشكل جزءًا متممًا من الجماعة.
كانت مدرسة منظمة نساء إيران للعمل الاجتماعي، التي دربت موظفات كن قد اخترن من جميع أرجاء البلاد للعمل في المراكز، تقع في نازي أباد، جنوب طهران، والتي كانت أحد أفقر المناطق في البلاد. ومنحت النساء اللواتي اخترن لهذه الدورات تدريبًا لمدة عامين قبل أن يعدن إلى بلداتهن وقراهن. وأبقي التعليم عند حده الأدنى كي لا تشهد الروابط بين النساء الشابات وعملهن المنزلي وأسلوب حياتهن تبدلًا دائمًا بسبب بقائهن لمدة طويلة في طهران. 

### قانون حماية الأسرة لعام 1975
في مجال الحقوق القانونية للمرأة ضمن نطاق الأسرة، منح قانون حماية الأسرة الإيراني، حسب تعديله في العام 1975، النساء الحق في طلب الطلاق على الأرضية ذاتها التي يحق للرجال من خلالها أن يطلبوا الطلاق، وترك القانون المسائل المتعلقة بحضانة الطفل ونفقاته لمحكمة أسرية خاصة، واعترفت بالأم كوصي قانوني على ابنها في حالة وفاة الوالد، واستبعد عمليًا أي إمكانية للزواج من شقيقة الزوجة من خلال اشتراطه شروطًا استثنائية وربط الزيجات القانونية من زوجة ثانية بموافقة الزوجة الأولى ورفع من العمر الأدنى للزواج إلى 18 عامًا للنساء و21 عامًا للرجال. وأصبح الإجهاض قانونيًا مع موافقة الزوج. ويمكن للنساء غير المتزوجات أن يجهضن في حال طلبن ذلك حتى الأسبوع الثامن من الحمل.